# 赫利皮切尼鄉
47°36′N 27°09′E / 47.600°N 27.150°E
赫利皮切尼鄉（羅馬尼亞語：Comuna Hlipiceni, Botoșani），是羅馬尼亞的鄉份，位於該國東北部，由博托沙尼縣負責管轄，面積72平方公里，海拔高度80米，2007年人口3,828，人口密度每平方公里53人。